# Дробета Турну Северин
Дробета Турну Северин (рум. Drobeta-Turnu Severin) је град и седиште жупаније Мехединци у Румунији. Налази се на крајњем југозападном делу земље, у историјској покрајини Влашка. Према последњем попису из 2021. године у граду је живело 79.865 становника.

## Географија
Град Дробета Турну Северин налази се у крајње западном делу историјске покрајине Влашке, у њеном западном делу, познатом као Олтенија. Дробета Турну Северин је смештена на обали Дунава, на његовом изласку из Ђердапа, а који је овде погранична река са Србијом. Наспрам града се налази српски град Кладово. У позадини града налазе се крајња побрђа Карпата, а јужно од града пружа се Влашка низија, тј. њен најзападнији део.
Дробета Турну Северин се простире се на површини од 59,68 km².

## Прошлост
Место је добило име Турн по "торњу", који је још у време Римљана чувао прелаз преко Дунава. Та кула је крајем 19. века била у доста опалом стању. По једном извору, поменути стари "каштел" је градио римски император Септимије Север. Постојао је у време Трајана монументални римски камени мост, који је преко Дунава повезивао Северин и Кладово. Турци су 1426. године у свом ратном походу напали на градић Турн Северин. Помиње се 1449. године трговачко место на Дунаву "Северин", током мировног преговора између српског деспота Ђурђа Бранковића и турског султана.
Године 1916. град је био седиште Мехединског округа, са окружним начелником (префектом) и окружним судом. То је важно трговачко погранично пристаниште на Дунаву и на жељезничкој прузи Верциорова-Букурешт. Ту се на пристаништу одвија велики промет жита, петролеја, живине и других пољопривредних производа. Постоје поред основних и гимназија и занатлијска школа. Ради велико бродоградилиште.
Пред Други светски рат радило се о грађењу моста преко Дунава, који би повезао Србију и Румунију, тачније Турн Северин и Кладово.

## Становништво
| 1966.  | 1977.  | 1992.   | 2002.   | 2011.  | 2021.  |
| ------ | ------ | ------- | ------- | ------ | ------ |
| 45.397 | 76.686 | 115.259 | 104.035 | 92.617 | 79.865 |

Дробета Турну Северин је, према броју становника, 23. највећи град у Румунији. Према попису из 2021. године, град је имао 79.865 становника што је мање за 12.752 становника (-13,77%) у односу на претходни попис из 2011. када је било 92.617 становника. Матични Румуни чине већину градског становништва, а од мањина једино су значајно присутни Роми.
| Етнички састав према попису из 2021.‍ | Етнички састав према попису из 2021.‍ | Етнички састав према попису из 2021.‍ | Етнички састав према попису из 2021.‍ | Етнички састав према попису из 2021.‍ |
| ------------------------------------ | ------------------------------------ | ------------------------------------ | ------------------------------------ | ------------------------------------ |
|                                      |                                      |                                      |                                      |                                      |
| Румуни                               | Румуни                               |                                      | 66.219                               | 82,91%                               |
| Роми                                 | Роми                                 |                                      | 299                                  | 0,37%                                |
| Срби                                 | Срби                                 |                                      | 30                                   | 0,04%                                |
| Мађари                               | Мађари                               |                                      | 25                                   | 0,03%                                |
| Немци                                | Немци                                |                                      | 17                                   | 0,02%                                |
| Италијани                            | Италијани                            |                                      | 12                                   | 0,02%                                |
| Грци                                 | Грци                                 |                                      | 10                                   | 0,01%                                |
| Турци                                | Турци                                |                                      | 7                                    | 0,01%                                |
| Чеси                                 | Чеси                                 |                                      | 6                                    | 0,01%                                |
| Бугари                               | Бугари                               |                                      | 6                                    | 0,01%                                |
| Остали                               | Остали                               |                                      | 47                                   | 0,06%                                |
| Непознато                            | Непознато                            |                                      | 13.187                               | 16,51%                               |

### Насеља
Град Дробета Турну Северин поред самог градског насеља обухвата и насеља Гура Ваји, Дудашу Скелеј и Скела Кладовеј.
| Насеље                     | Румунски назив | Бр. ст. (2002) | Бр. ст. (2011) | Бр. ст. (2021) |
| -------------------------- | -------------- | -------------- | -------------- | -------------- |
| Гура Ваји                  |                | 1.652          | 1.783          | 1.440          |
| Дробета Турну Северин      |                | 96.859         | 84.876         | 73.097         |
| Дудашу Скелеј              |                | 588            | 569            | 475            |
| Скела Кладовеј             |                | 5.458          | 5.389          | 4.853          |
| Град Дробета Турну Северин |                | 104.557        | 92.617         | 79.865         |

## Срби у граду и околини
Срби су одувек живели у том пограничном месту на Дунаву. Један дописник примећује 1892. године да је мала, али весела румунска варош на Дунаву, "која кипи српским становништвом".
За време руско-турског рата почетком 1854. године ту су се уписивали добровољци Бугари, Срби и Грци да учествују на страни Руса. Када је 1867. године српска делегација предвођена књазом Михајлом путовала у Цариград, ту их је на обали дочекала делегација највиђенијих Срба из места. Претплатник омладинског листа "Млада Србадија", био је 1870. године мештанин Лука Нетовић. Дужник за претплату Змајевом хумористичком листу "Стармали", био је 1879. године извесни Манојло Текелија из тог градића. Основну школу је у Северину похађао будући српски сликар Риста Вукановић.
У Турн Северину је живео и радио Кокотовић, Србин родом из Кладова. Био је ту главни скупљач претплате за радикалски лист "Самоуправа" из Београда. Код њега је 1883. године одсео вођ радикала Никола Пашић, током политичког изгнанства.
Емигрант из Србије Радивоје Мартиновић је 1888. године у граду на Дунаву отворио бакалницу и крчму у којој су се скупљали српски радници и сиротиња. Ту су свраћали и други политички изгнаници (противници Обреновића), од којих је један - Богосављевић оставио 15 пиштоља због чега их је полиција ухапсила па прогнала. Реч је у ствари о анархисти Марку Димитријевићу Зецу, бившем жандарму који је предводио групу Срба завереника у Румунији. Исте 1889. године новине су писале о Милошу Николићу трговцу из тог места. Он је 12. октобра положио у депозит начелства округа Крајинског у Србији свој новац. Наменио је 12.000 динара за подизање цркве у српском селу Јасеници. Школа није била подигнута ни 1908. године, иако је покренута велика акција.
Председник Српско-словенске општине у месту био је 1888. године К. Милосављевић. Савиндан 1890. године свечано је прославила "Српско-словенска школа" у Турн Северину. Било је то као и претходне године 14. јануара (по старом) у просторијама школским у улици "Страда Либертате 16". Достојанствен програм чинило је шест тачака; кренуло се од "кратког богослужења", а завршило са "послуживањем кољивом". Те године је за учитеља у српској школи изабран познати српски песник Војислав Илић из Београда. Провео је једну школску 1890/1891. године учећи децу из тамошње српске колоније. Писао је о свом послу у Северину, пријатељу књижевнику Браниславу Нушићу.
Српско-словенска школска општина у Турн Северину добила је преко својих изасланика Јоце Стефановића и Тасе Ивковића управника њене школе, скупљен прилог. Скупљено је по разним местима Бачке и Баната укупно 746 ф. да би се та школа одржала. Била је та школа једна од српских у Румунији 1900. године. На Савиндан те године било је много Срба на свечаности. Певало се "Ускликнимо" и држале декламације ђачке, док су говор одржали српски учитељ и румунска учитељица. Најзаслужнији за организацију светковине био је председник црквене општине Андрија Стојановић "који се очински старао", да све буде у најбољем реду. Колач је резао румунски свештеник са кумом славе поменутим Стојановићем. Забава вечерња није била организована је певачко друштво нема хоровођу, али се до увече гостило уз наручену музику. Скупљено је током тог дана 140 ф. који ће ући у Фонд за српску школу у Турн Северену.
У месту је у лето 1909. године почела градња школског дома за српску децу. Рад је почела тамошња српска православна црквена општина након 25 година чекања. Ту у то време живи неколико стотина српских породица, из свих крајева српства. Списак приложника остао је уклесан на зидној спомен-плочи.
Новембра 1918. године српске трупе су заузеле и Турн Северин, и истакли српску заставу. То место је по Букурештанском уговору припадало Мађарској држави, а она је тада изгубила рат. Живео је у Турн Северину 1922. године трговац Коста Пљаковић.
Град Дробета Турну Северин представља средиште културног живота за румунске Србе насељене у округу Мехединци, чије је град управно средиште. У овом округу Срби чине апсолутну већину у само једној малој општини, Свиници (88,67%), а у мањем броју их има у Оршави и самом граду Дробети Турну Северину.

## Привреда
Свој стратешки и привредни значај овај град добија тек после изградње српско-румунске хидроцентрале Ђердап 1972. године. Као последица тога, Дробета Турну Северин је постао енергетско средиште Румуније, у којем се налазе седишта националних енергетских компанија (ако изузмемо Букурешт као главни град). Осим енергетике, Дробета Турну Северин је позната и по бродоградилишту, машинској индустрији.

## Галерија
- Водоторањ
- Поглед са водоторња
- Палата културе Теодор Костеску
- Тврђава Северин
- Саборна црква
- Остаци Трајановог моста
- Фонтана
- Музеј „Гвоздена врата”
- Црква Греческу
- Хала „Радул Црни”
- Синагога
- Остаци Трајановог моста
- Фонтана
- Средњовековна црква са контрафорима

## Партнерски градови
- Орли